# 1914 год в театре
1914 год в театре

## Знаменательные события
- Под руководством Рахмонберди Мадазимова основан Ошский Государственный академический узбекский музыкально-драматический театр имени Бабура — самый старейший профессиональный театр Кыргызстана[источник не указан 2069 дней].

## Персоналии

### Родились
- 23 января — Владимир Николаевич Муравьёв, советский актёр театра и кино, заслуженный артист РСФСР.
- 2 февраля — Галина Ермолаевна Сергеева, советская актриса театра и кино, заслуженная артистка РСФСР.
- 12 февраля — Михаил Михайлович Названов, советский актёр театра и кино, заслуженный артист РСФСР.
- 14 февраля — Юрий Петрович Киселёв, советский театральный режиссёр, актёр, педагог, народный артист РСФСР (1963).
- 18 февраля — Карлис Себрис, советский и латвийский актёр театра и кино, народный артист СССР.
- 2 апреля — Алек Гиннесс, британский актёр театра и кино.
- 21 апреля — Александр Герасимович Ануров, советский актёр театра и кино.
- 27 июня — Борис Иванович Равенских, режиссёр театра, народный артист СССР.
- 16 августа — Александр Дашков, оперный певец (бас), солист Рижского театра оперы и балета.
- 21 августа — Алекс Сатс, советский и эстонский актёр театра и кино, режиссёр, народный артист Эстонской ССР.
- 3 сентября — Иван Фёдорович Переверзев, советский актёр театра и кино.
- 1 октября — Эндре Геллерт, венгерский театральный деятель
- 21 ноября — Николай Александрович Архангельский, советский театральный художник, работавший в Саратовском ТЮЗе
- 25 ноября — Зайнаб Садриева, Народная артистка Узбекской ССР.

### Скончались
- 4 февраля — Зейлик Могулеско, еврейский актёр-комик
- 25 марта — Михаил Константинович Обухов, русский артист балета, педагог.
- 27 марта — Яльмар Бергстрём, датский драматург.